# Arquelau (general)
Arquelau (grego antigo "Άρχέλαος") foi um general (e provavelmente também genro) de Mitrídates VI do Ponto que viveu no Século II a.C..
Combateu contra Roma na Primeira Guerra Mitridática.
Em 89 a.C., duranta a disputa entre Mitrídates e Nicomedes IV da Bitínia pelo controle da Capadócia, Arquelau, com 40.000 soldados de infantaria e 10.000 de cavalaria, derrotou o exército bitínio  na batalha do rio Ánias e o exército romano, no comando de Aquílio, na batalha do Monte Escorobas.
Em 87 a.C. foi enviado a Grécia com um grande exército e armada, e ocupou o Pireu após três dias de combates com Quinto Brútio Sura, legado do governador da Macedônia, Caio Sêncio Saturnino, e que no ano anterior derrotara a armada mitridática no comando de Metrófanes e capturado a ilha de Escíatos. Aqui, foi assediado por Sula no cerco de Atenas, obrigado a retirar-se para Beócia e derrotado por completo na batalha de Queroneia. Regressou no comando de outro exército pôntico, mas foi novamente derrotado na batalha de Orcômeno (85 a.C.), após dois dias de batalha. Quando a paz foi assinada, Arquelau, descobrindo que Mitrídates suspeitava de ele, desertou para o bando romano, por quem foi bem recebido,[carece de fontes?] e serviu de assessor a Lúculo na terceira e última guerra mitridática.
Teve dois filhos:
- Arquelau II, nomeado Sumo Sacerdote de Comana, na Capadócia em 60 a.C., por Pompeu, e possivelmente nomeado co-regente após o seu casamento. Morreu em batalha contra as forças de Aulo Gabínio, governador romano da Síria, em janeiro ou fevereiro de 55 a.C.. Esteve casado em segundas núpcias com Berenice IV do Egito:
- Arquelau III, Sumo Sacerdote de Comana, casado com Galafira (concubina de Marco Antônio).

O seu neto, chamado Sisines, adotou também o nome de Arquelau, em reconhecimento do seu avô. Foi entronado por Marco Antônio como último rei da Capadócia.